# Lady A
Lady A, do roku 2020 Lady Antabellum, je americké hudební trio, které hraje country a pop rock. Skupina vznikla v roce 2006 v Nashville, její zpěvák Charles Kelley je mladší bratr Joshe Kelleyho. Původní název skupiny odkazoval na označení „Antebellum South“ pro období před americkou občanskou válkou.
V roce 2007 skupina nahrála spolu s Jimem Brickmanem první singl „Never Alone“ a podepsala smlouvu s Capitol Records. Skupina byla třináctkrát nominována na cenu Grammy a sedmkrát ji získala; v roce 2011 byla nejúspěšnější ze všech interpretů, když získala pět ocenění. Osmkrát také získala cenu Akademie countrové hudby a šestkrát Teen Choice Awards. První tři alba skupiny jsou platinovou deskou podle Recording Industry Association of America.

## Členové skupiny
- Hillary Scott (zpěv)
- Charles Kelley (zpěv, kytara)
- Dave Heywood (zpěv, kytara, piano, mandolína)

## Diskografie
- Lady Antebellum (2008)
- Need You Now (2010)
- Own the Night (2011)
- On This Winter's Night (2012)
- Golden (2013)
- 747 (2014)
- Heart Break (2017)
- Ocean (2019)
- What A Song Can Do (2021)